# شرانت (رود)
 شرانت رودی است که از اوت-وین سرچشمه می‌گیرد و به اقیانوس اطلس می‌ریزد. این رود از کشور فرانسه می‌گذرد. طول آن ۳۸۱ کیلومتر (۲۳۷ مایل) است.